# Radio Veritas Network
(slogan di RVN)
RVN Radio Veritas Network è un’emittente radiofonica italiana che trasmette da Alia e copre principalmente le province di Palermo, Agrigento e Caltanissetta.

## 1987 nascita di una piccola emittente locale
È stata fondata nel 1987 e nasce come una piccola emittente locale ecclesiastica che trasmetteva in mono sugli 88.7 Mhz coprendo una piccola zona con un bacino di utenza di circa 10.000 abitanti. Negli anni successivi, grazie allo staff tecnico ed amministrativo di allora, vengono attivate le frequenze 93.0 Mhz e 99.2 Mhz che permettono di irradiare le provincie di Palermo, Caltanissetta ed Agrigento e di arrivare sino al centro abitato di queste ultime. Vengono, inoltre, prodotti numerosi programmi grazie al nutrito staff di dj e speaker di quegli anni.
Nel 1996 viene spenta la frequenza dei 93.0 Mhz e la programmazione si orienta verso sonorità dance e da discoteca in genere seguendo la scia dei grossi network del tempo, abbracciando quindi anche ascoltatori che sino ad allora non seguivano l'emittente.
Nel 1997 le moderne tecnologie informatiche fanno il loro primo ingresso negli studi con una regia di automazione radiofonica completamente digitale, con notevole investimento economico.

## Il passaggio da Radio Veritas a RVN
Il grande passo fu compiuto comunque nel 2003, quando l'attuale direttore Salvatore Castello abbraccia la gestione dell'emittente. In Radio Veritas avvengono innumerevoli cambiamenti. Lo staff di DJ e speaker diminuisce drasticamente per lasciare spazio alla qualità della programmazione a scapito della quantità. Nello stesso anno viene cambiato il marchio e la denominazione dell'emittente da Radio Veritas a RVN - Radio Veritas Network avente come slogan "La RRRadio" prima e successivamente "La Radio con il buco intorno" lasciandone comunque inalterato l'aspetto amministrativo ma stravolgendo di netto la programmazione con sonorità da discoteca per un 60% della programmazione giornaliera. Viene attivata anche la versione 1.0 del sito web, ed iniziano le trasmissioni in stereo con codifica digitale ed in RDS. Nello stesso anno iniziano anche le trasmissioni in streaming digitale con segnale in Dolby Digital e le apparecchiature di alta e bassa frequenza vengono sostituite con altre di ultima generazione, migliorando infinitamente la qualità di ascolto del segnale.
Il 2004 è l'anno d'oro per eccellenza di RVN in cui lo staff gode di infinita linfa vitale dando vita a format che vengono imitati da network regionali e nazionali, per citarne alcuni: 90 Power, Tony Rinchiuso Show, Mai dire RVN e molti altri. La gestione del palinsesto e la produzione dei programmi per il 90% viene affidata allo staff di Sonora Studios fino a quando la stessa Sonora si spegne per dare vita ad artisti di calibro internazionale come DJ Antares e Red DJ, per passare il tutto alla cura di Xenius Productions nelle abili mani di Alkampfer e dello stesso Antares.
Nel 2008 RVN cambia nuovamente veste ritornando alla denominazione storica di Radio Veritas con lo slogan "Classic Radio" e con un nuovo logo. La programmazione musicale si allinea a quella dei grossi network nazionali orientandosi ai grandi classici italiani ed internazionali.

## La radio oggi
Nel 2009 iniziano i lavori per la completa informatizzazione e l'ampliamento degli studi, difatti vengono realizzati: lo studio verde (regia), lo studio bianco (amministrazione), lo studio grigio (acquario speaker) e lo studio blu (post-produzione) dalle abili mani dei DJ's Twins Crazy capitanate dall'ammiraglio Alkampfer, rendendo altresì possibile le dirette di eventi vari grazie anche al contributo artistico dello staff di The Sound Machine. Inoltre, vengono creati nuovi format di successo come "Crazy For Music", "Il programma del caso", "Ora d'aria", "Il veliero space dance" e "Veritas hit list".
Il 2010 porta altre novità in radio, poiché lo staff continua ad allargarsi e l'impostazione del palinsesto e dell'RDS, nonché del sito web, giunto alla versione 5.0, viene completamente stravolto, in quanto si ritorna alla gloriosa RVN con i famosi format che ci hanno resi celebri e molti altri freschissimi, nonché con una gestione sempre più decentrata grazie anche alle pubbliche relazioni di Vincenzo Di Carlo.
Nel 2012, per festeggiare i suoi 25 anni, l'emittente cambia nuovamente logo e payoff in "Open Radio Open Sound" dato che vengono adottate dai tecnici tecnologie opensource, viene promossa musica pubblicata sotto licenze di tipologia aperta e lo staff si arricchisce di nuovi elementi che propongono nuovi programmi di generi sofisticati e di tendenza.
Nel 2013 viene cambiato il payoff in "Più l'ascolti, più ti piace", riscuotendo notevole gradimento di ascolti sia in FM che in streaming.
Alle ore 19:00 del 13 settembre 2016, l'emittente inaugura l'evoluzione della digitalizzazione delle proprie tecnologie ed il restyling dei claims e degli stations, adottando il nuovo sistema di automazione infotelematica che rende "de facto" RVN la prima emittente FM sul suolo nazionale ad avere la propria programmazione selezionabile dai propri ascoltatori tramite i moderni dispositivi IT come smartphone, tablet e PC multipiattaforma, superando in tale ambito anche i grossi network nazionali che si appoggiano ancora esclusivamente sulla vetusta piattaforma telefonica. 
Oggi RVN gode di un vasto ascolto sul proprio bacino d'utenza geografico con un distinto raccolto pubblicitario e una discreta attività live grazie al personale operante, di alto livello tecnico. Inoltre, l'emittente collabora con le più importanti etichette discografiche nazionali e con tutte le majors internazionali ma promuove altresì le produzioni indipendenti.

## Programmi storici prodotti da Sonora Studios prima e Xenius Productions poi
- Tony Rinchiuso Show: programma d'intrattenimento a base di scherzi ed interviste telefoniche ad artisti nazionali;
- Mai dire RVN: fuori onda e papere in diretta dello staff di RVN, parodia del programma TV della Gialappa's;
- Extrema Potenza: sequenza mixata di musica hardtrance ed hardstyle selezionata da DJ Antares e ospiti internazionali;
- Massima Potenza: sequenza mixata di musica hardcore e gabber selezionata da DJ Antares;
- Potenza Parade: classifica delle tracce più suonate su Extrema Potenza commentata da DJ Antares;
- Veritas Nation: sequenza mixata di diversi generi da discoteca selezionati e mixati da guest DJ's nazionali;
- Veritas Mix Chart: classifica dei brani più suonati in discoteca mixata da Red DJ e speakerata da DJ Antares;
- TeleTrash: gossip, news e tanta ilarità proveniente dal tubo catodico con Tony Rinchiuso e Patrizi Minnuto;
- Il Rosso e Il Nero: il talk-show da compagnia, in due facce, di Nino Leone e Salvo Runfola;
- Basse Madonie Sport: informazione calcistica sulle squadre del bacino d'utenza e non solo;
- Tropical Cafè: fresco talk-show estivo con Nino Leone e Salvo Runfola;
- 90 Power: sequenza mixata di musica dance anni 90 by selezionata da DJ Antares;
- Onyrica: sequenza musicale di genere elettronico melodico basata sul racconto di leggende, realizzato da DJ Antares e narrato da Stefano Greco.

## Format originali
- Buongiorno RVN: contenitore quotidiano di varie rubriche quali: notizie, oroscopo, editoria e cucina.
- Il veliero space dance: selezione musicale dance;
- Crazy For Music: programma sul mondo della musica con interviste agli artisti nazionali, classifica e news musicali;
- Musica del passato: programma con i più grandi successi di tutti i tempi;
- 80 e dintorni: il programma revival anni '80 che sancito il lancio di Nino Leone, anche come ideazione e conduzione;
- Veritas Voyage: selezione musica soft e atmosferica;
- Veritas MC: selezione musicale R&B ed hip pop;
- Disco in Festa: programma di musica napoletana e liscio che ha sostituito il format Musica in Allegria.

## Frequenze
| Frequenza | Località                                           |
| --------- | -------------------------------------------------- |
| 88.700    | Provincia di Palermo                               |
| 99.200    | Provincia di Agrigento, Provincia di Caltanissetta |

## Staff Attuale
Lo staff principale dell’emittente radiofonica è composto da:
Sac. Antonino Disclafani - Rappresentante Legale
Salvatore Castello - A.D.
Vincenzo Di Carlo - Station Manager
Agnese Fontana - Editor Manager
DJ Antares - Area Tecnica
Alkampfer - Area Tecnica